# Ladipoe
Ladipo Eso, populairement connu sous le nom de Ladipoe ou Poe, est un rappeur et musicien nigérian. Le 28 février 2017, Ladipoe a signé un contrat de disque avec Mavin Records. Il a pris de l'importance avec la chanson "Feel Alright" où il a été présenté par SDC "Show Dem Camp". Il a également sorti un nouveau single "Jaiye" en mars 2019 avant de laisser tomber la chanson à succès "Know You" avec la chanteuse nigériane de Joromi, Simi. Il est également membre du supergroupe nigérian Collectiv3 et se fait passer sous le pseudonyme de "Leader of The New Revival".

## Biographie
Ladipoe est né et a grandi à Lagos le 25 avril 1985. Il a fréquenté l'Université de Caroline du Nord à Pembroke avec une spécialisation en biologie et en chimie. C'est là qu'il s'est lancé dans la musique et a cofondé le groupe Lyrically Equipped avec ses amis Jeffrey et Kurt. Il a ensuite été signé chez Mavin Records par Don Jazzy en 2017,.

## Discographie

### Albums
- 2018 : T.A.P (Talk About Poe)